# Umuarama
Umuarama este un oraș în Paraná (PR), Brazilia.